# Pedál
Pedál je označení pro speciální technickou součást obvykle používanou pro ovládání nebo pohon nějakého technického zařízení (stroje nebo nástroje) pomocí lidských nohou:
v technice a dopravě
- ovládací pedál stroje
  - brzdný pedál
  - akcelerační pedál
  - spojkový pedál
- šlapací pedál – párová součást jízdního kola, mopedu, rikši, šlapací tříkolky apod., přenášející pohonnou sílu nohou na ozubená kola. Lidově jsou pedály zvané též šlapky, v zákoně 361/2000 Sb. šlapadla.[1]

v hudebních nástrojích
- část větších varhan umožňující hru nohama - nožní klaviatura
- část klavíru nebo čembala pro ovládání moderátoru, jenž tlumí zvuk nástroje
- část harfy nebo steel-kytary umožňující přelaďování nástroje za hry a tlumení zvuku nástroje
- pedály u bicích nástrojů (např. tympány či velký buben)
- pedály elektrofonických efektů - např. kvákadel u elektrofonické kytary

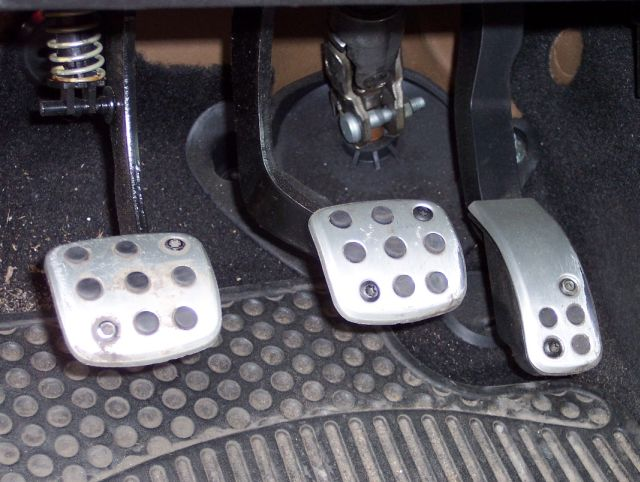
Pedály osobního automobilu s manuální převodovkou
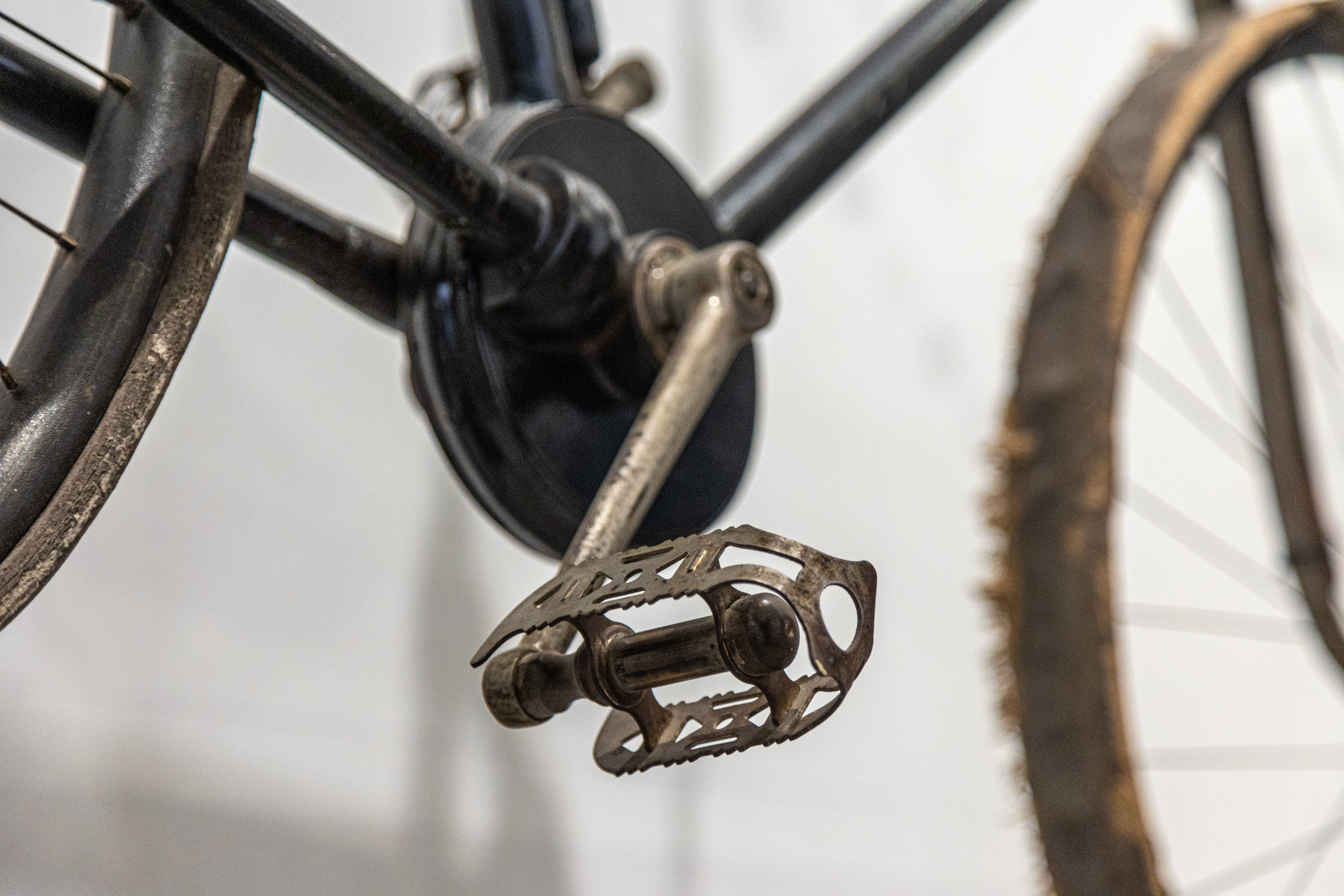
Pedál jízdního kola
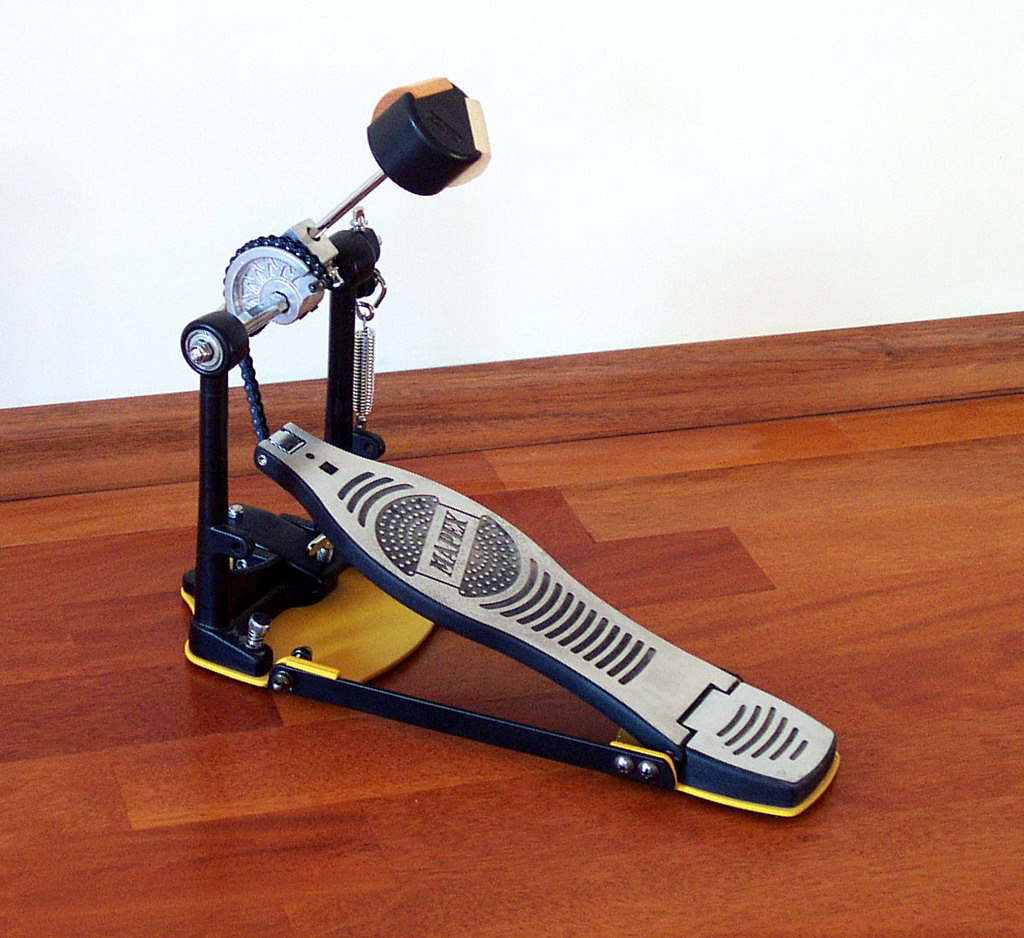
Pedál basového bubnu
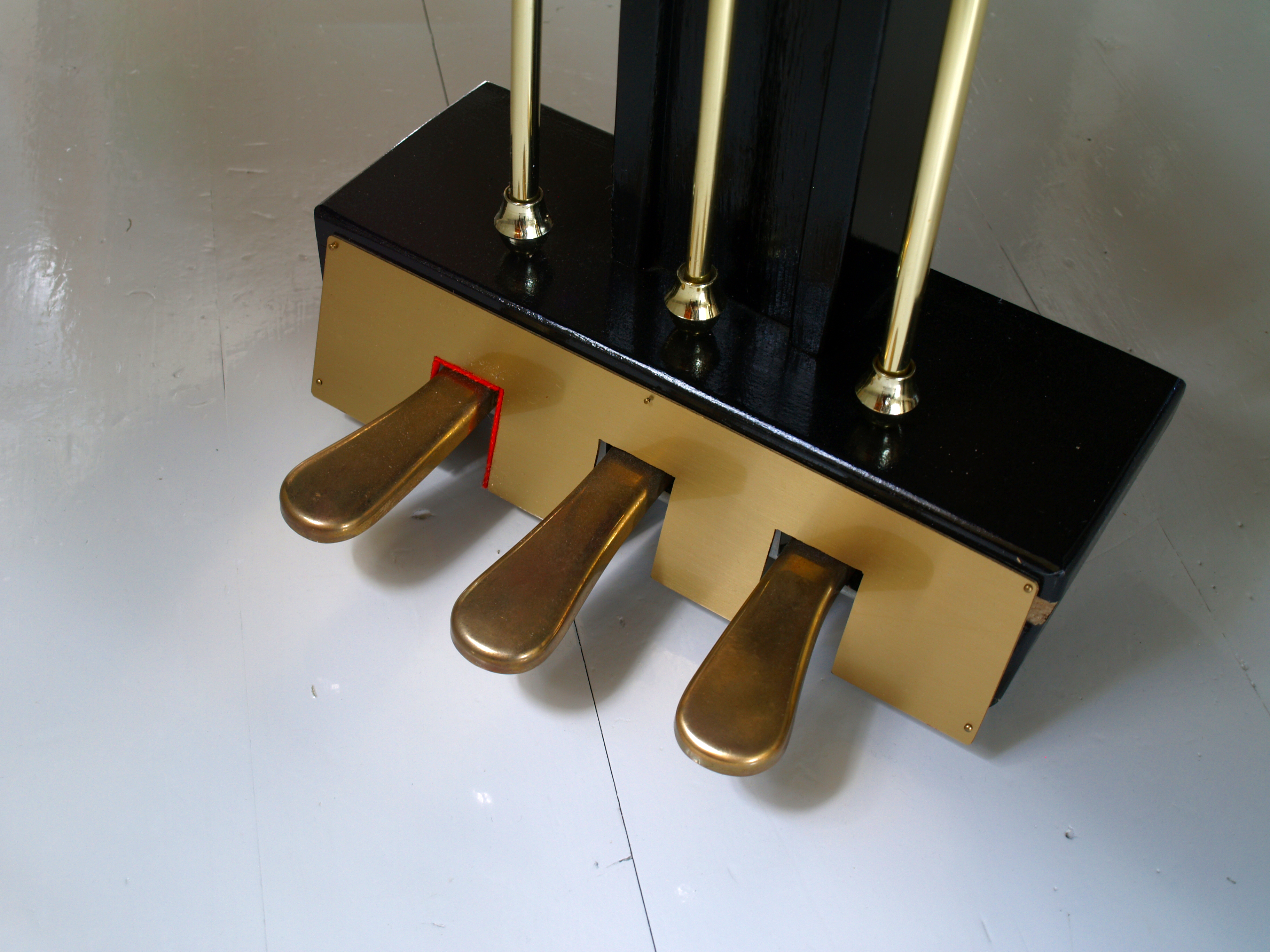
Pedály klavíru